# Torneo de Cantón 2013

El Torneo de Cantón es un torneo de tenis jugado en canchas duras al aire libre. La 10 ª edición del Abierto Internacional Femenino de Cantón fue parte de los torneos internacionales de la WTA. Se llevó a cabo en Cantón, China, del 16 al 22 de septiembre de 2013.

## Cabeza de serie

### Individual
| Tenista           | Clasificación WTA | Preclasificada |
| Sorana Cîrstea    | 22                | 1              |
| Alizé Cornet      | 29                | 2              |
| Laura Robson      | 35                | 3              |
| Peng Shuai        | 37                | 4              |
| Urszula Radwańska | 38                | 5              |
| Hsieh Su-wei      | 39                | 6              |
| Varvara Lepchenko | 44                | 7              |
| Mónica Puig       | 45                | 8              |

### Dobles
| Tenista                        | Clasificación WTA | Preclasificada |
| Peng Shuai Hsieh Su-wei        | 18                | 1              |
| Sania Mirza Jie Zheng          | 33                | 2              |
| Varvara Lepchenko Saisai Zheng | 79                | 3              |
| Yaroslava Shvedova Zhang Shuai | 128               | 4              |

## Campeonas

### Individual Femenino
Zhang Shuai venció a  Vania King por 7-6(1), 6-1

### Dobles Femenino
Hsieh Su-wei /  Peng Shuai  vencieron a  Vania King /  Galina Voskoboeva por 6-3, 4-6, [12-10]